# Sault-lès-Rethel
Sault-lès-Rethel is een gemeente in het Franse departement Ardennes (regio Grand Est). De plaats maakt deel uit van het arrondissement Rethel. Sault-lès-Rethel telde op 1 januari 2022 1.932 inwoners.

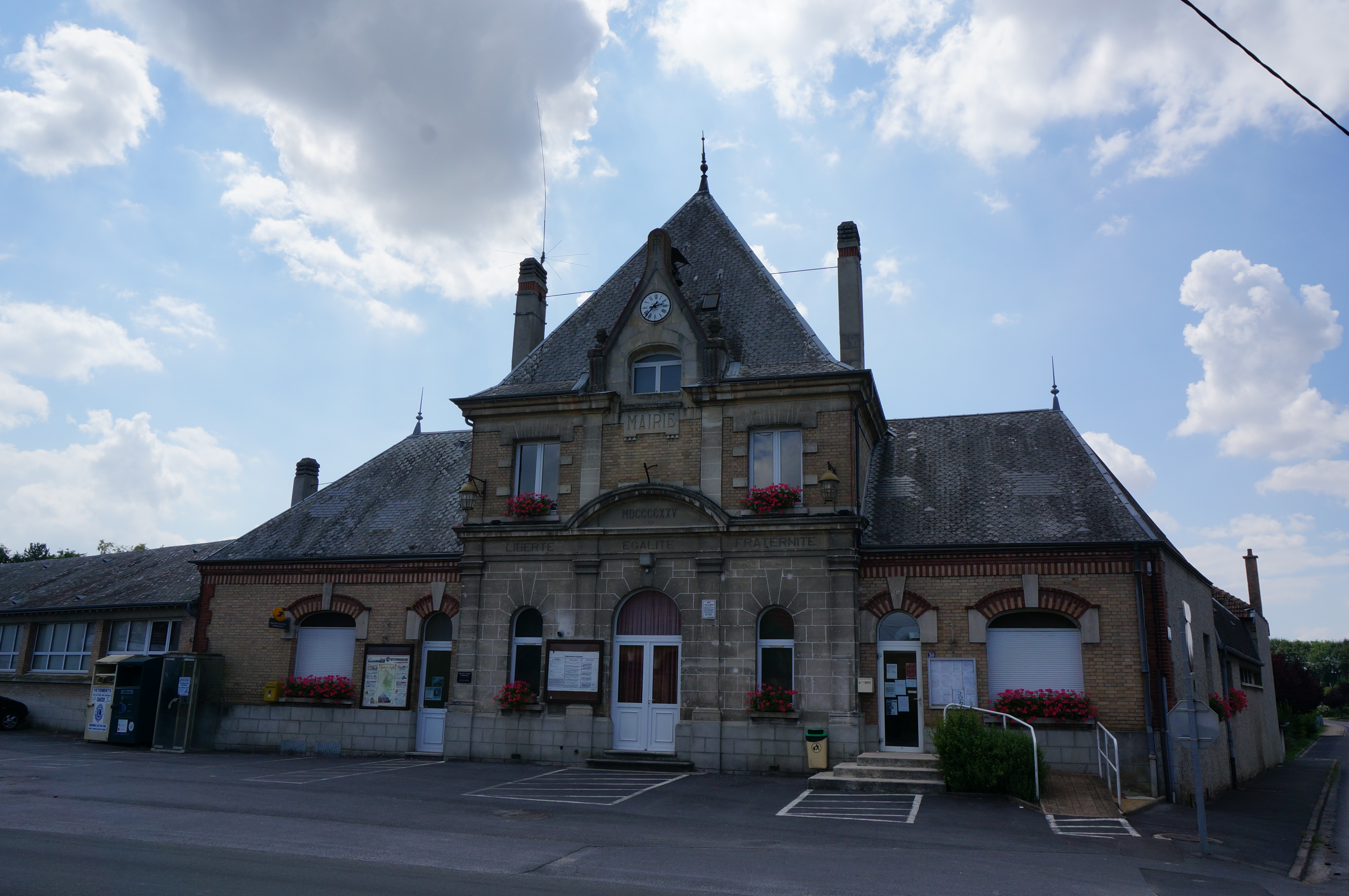
Gemeentehuis
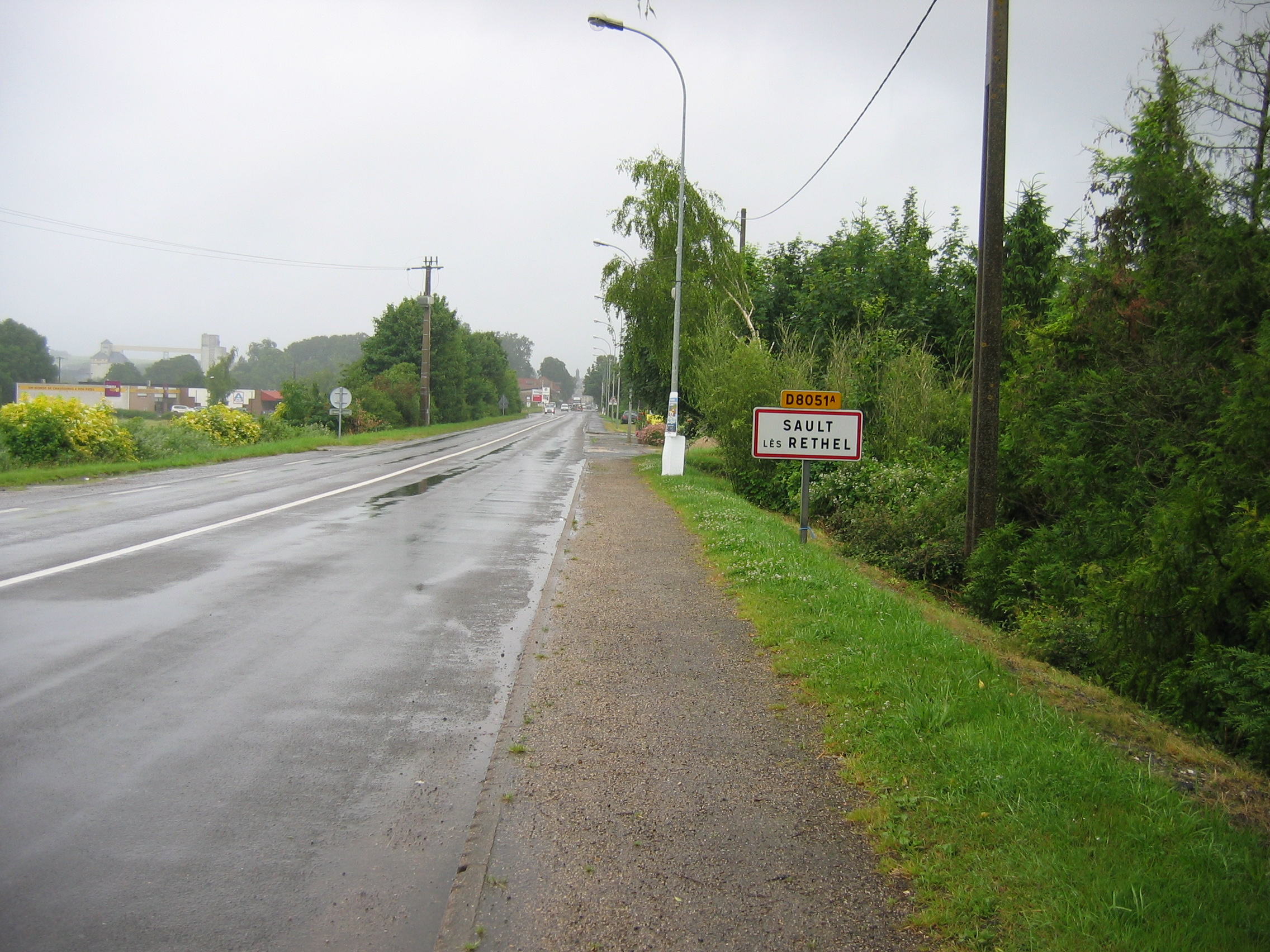

## Geografie
De oppervlakte van Sault-lès-Rethel bedroeg op 1 januari 2022 6,45 vierkante kilometer; de bevolkingsdichtheid was toen 299,5 inwoners per km².
De onderstaande kaart toont de ligging van Sault-lès-Rethel met de belangrijkste infrastructuur en aangrenzende gemeenten.

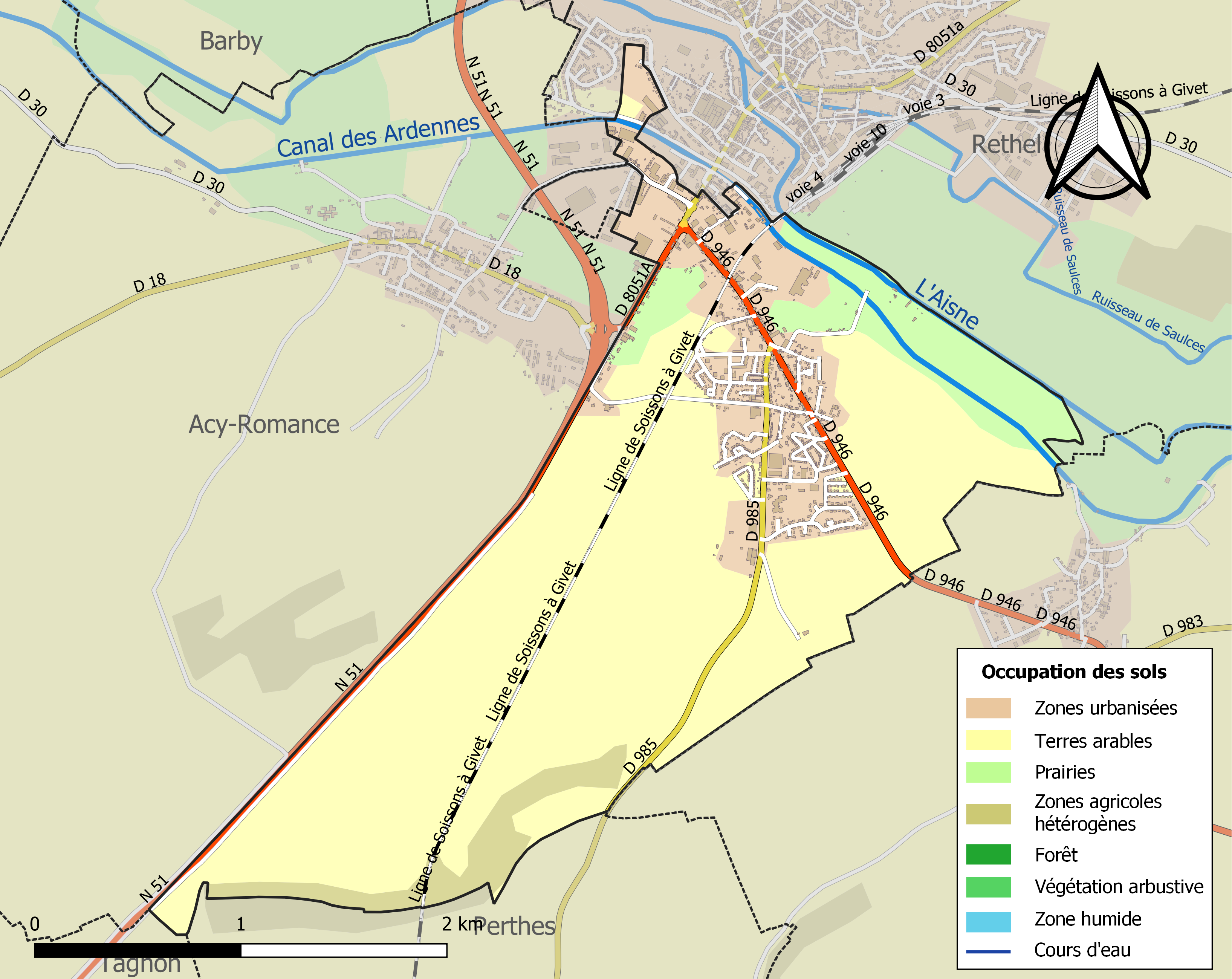

## Demografie
Onderstaande figuur toont het verloop van het inwonertal (bron: INSEE-tellingen).

Vanwege een beveiligingsprobleem met de MediaWiki Graph-software is het momenteel niet mogelijk deze grafiek weer te geven. Zodra de software is bijgewerkt zal de grafiek vanzelf weer zichtbaar worden.